# Таємниця (оповідання)
«Таємниця» (рос. Тайна) — оповідання А. П. Чехова, вперше опубліковане у 1887 році.

## Історія публікації и критика
Оповідання «Таємниця» Антон Чехов написав 1887 року. Вперше вийшло друком 11 квітня того ж року в 15-му номері журналу «Осколки» з підписом «А. Чехонте». Оповідання увійшло також до видання А. Ф. Маркса.
За життя Чехова оповідання перекладали польською, сербохорватською і словацькою мовами.
Про оповідання «Таємниця» А. С. Лазарев в листі писав так: «Оповідання Чехова чарівне (Чехов не може писати „незадовільно“)». Рецензент журналу «Книжний вѣстник» назвав оповідання «Таємниця» одним із найкращих у першому томі зібрання творів Чехова.

## Сюжет
Одного разу ввечері на Великдень статський радник Навагін повернувся з відвідин і став читати список осіб, що відвідали його за час відсутності. Там він знову побачив прізвище якогось Федюкова. Навагін ніяк не міг згадати, хто це, хоч той і розписувався в списку вже тринадцять років щоріздва та щовеликодня. Швейцар також не бачив і не знав Федюкова. Дружина Навагіна захоплювалась спіритизмом і пояснила, що це розписався дух, який симпатизує чоловікові і порадила запитати, що йому потрібно. Навагін не повірив дружині, вважаючи це дурницями. Після двох тижнів роздумів він вирішив попросити дружину викликати дух Федюкова.
Під час спіритичного сеансу дружина викликала Федюкова, Навагін говорив з ним з допомогою блюдця. На тому ж сеансі він викликав Наполеона, Ганнібала, Аскоченського, свою тітку Клавдію Захарівну, і всі вони давали йому короткі, але правильні і повні глибокого змісту відповіді. Тепер Навагін проводив сеанси спіритизму щодня. Він потрапив під цілковитий вплив гіпнотизму, медіумізму, бішопізму, спіритизму, четвертого виміру та інших «туманів». Окрім того, Навагін захотів сам написати щось. П'ять місяців він працював і створив реферат під заголовком «Моя думка». Реферат він вирішив надіслати рекомендованим листом у спіритичний журнал. Саме тоді до нього з'явився дячок місцевої парафії, якого Навагін викликав, аби попросити підготувати до завтра метричне свідоцтво для молодшого сина. Дячок йому відповів: «Завтра ж буде готове! Прошу завтра прислати кого-небудь в церкву перед вечірнею. Я там буду. Накажіть запитати Федюкова, я завжди там…».
Це і був той самий Федюков, записаний у списку відвідувачів. Свій вчинок дячок пояснив так: «Я, ваше превосходительство, коли ми з хрестом ходимо, завжди у вельможних осіб розписуюсь… Люблю це… Як побачу, вибачте, аркуш у передпокої, так і тягне мене ім'я своє записати…» Від цих слів Навагін впав у «німий ступор» і попросив дати йому спокій.